# 巴尔卢克市镇
巴尔卢克市镇（俄语：Барлукское муниципальное образование）是俄罗斯联邦伊尔库茨克州奎屯区所属的一个市镇。其下辖有4个居民点，行政中心为巴尔卢克。据2016年统计，该市镇的人口为1554人。